# Holometabola
Super-ordre
Synonymes
Endopterygota
Ordres de rang inférieur
- Coleoptera
- Diptera
- Hymenoptera
- Lepidoptera
- Mecoptera
- Megaloptera
- Neuroptera
- Raphidioptera
- Siphonaptera
- Strepsiptera
- Trichoptera

Les Holométaboles (Holometabola), ou parfois les Endoptérygotes (Endopterygota), sont un super-ordre d'insectes de la sous-classe des Ptérygotes, qui se caractérisent par leur développement, appelé « holométabolisme » ou « métamorphose complète ».

## Caractéristiques
Le développement des insectes holométaboles se caractérise par ce que l'on appelle une métamorphose complète, qui passe par quatre stades :
- l'œuf (état immobile) ;
- la larve (état actif), qui diffère beaucoup des adultes. Exemples : la chenille chez les lépidoptères, l'asticot chez les diptères ;
- la nymphe (état immobile). Exemples : la chrysalide chez les lépidoptères, la pupe chez les diptères ;
- l'imago ou adulte (état actif). Exemple : le papillon chez les lépidoptères.

La larve d'une espèce holométabole diffère radicalement de l'adulte (chenille/papillon, asticot/mouche, etc.). Elle est dépourvue d'ailes (endoptérygote) et ne fait que grandir, sans changer de forme. Au dernier stade larvaire, elle s'immobilise et se protège en général (chrysalide, pupe, etc.) ; c'est le stade nymphal, préparatoire de la métamorphose en adulte.

## Influence de l'environnement larvaire sur le développement
Beaucoup d'holométaboles adultes, en raison de leur cycle de vie complexe, occupent une niche écologique très différente de celle de leurs larves (moment de formation du microbiote), c'est le cas par exemple des moustiques à larves aquatiques, dont les adultes femelles iront faire un repas de sang chez divers animaux ou dans les habitations humaines.
Certains holométaboles se reproduisant en grand nombre et rapidement (moustiques par exemple) évoluent néanmoins rapidement pour s'adapter à leur environnement et il existe un lien important et fonctionnel entre l'écologie des larves, les microbes et conditions environnementales auxquelles elles sont exposées, et la variation phénotypique d'insectes holometaboliques vecteurs de maladies zoonotiques. Certains moustiques, ou les puces se sont ainsi rapidement adaptés à plusieurs familles d'insecticides. Les conditions environnementales rencontrées par les larves lors de leur développement vont affecter les « traits » adultes. On a aussi récemment (2017) montré dans le cas du moustique Aedes aegypti que les communautés bactériennes propres aux sites de développement larvaire influent sur la capacité des insectes vecteurs à transmettre des agents pathogènes humains. Des larves expérimentalement exposées à différents isolats bactériens indigènes lors de leur développement donneront des adultes présentant des différences significatives de taux de pupaison et de taille corporelle (mais non de durée de vie, qui n'est pas affectée). L'exposition de larves de ce moustique à un isolat d'Enterobacteriaceae a entraîné chez les moustiques adultes une diminution de l'activité antibactérienne de l'hémolymphe et un titre réduit de propagation du virus de la dengue.

## Phylogénie
Phylogénie des ordres actuels d'insectes holométaboles, d'après Peters et al., 2014 et Misof et al., 2014 :
|  | Lepidoptera (papillons) |
|  |                         |
|  | Trichoptera             |
|  |                         |

|  | Diptera (mouches, syrphes, moustiques, taons...)                                 |
|  |                                                                                  |
|  | \| \| Mecoptera (panorpes...) \| \| \| \| \| \| Siphonaptera (puces) \| \| \| \| |
|  |                                                                                  |
|  | Mecoptera (panorpes...)                                                          |
|  |                                                                                  |
|  | Siphonaptera (puces)                                                             |
|  |                                                                                  |

|  | Mecoptera (panorpes...) |
|  |                         |
|  | Siphonaptera (puces)    |
|  |                         |

|  | Lepidoptera (papillons) |
|  |                         |
|  | Trichoptera             |
|  |                         |

|  | Diptera (mouches, syrphes, moustiques, taons...)                                 |
|  |                                                                                  |
|  | \| \| Mecoptera (panorpes...) \| \| \| \| \| \| Siphonaptera (puces) \| \| \| \| |
|  |                                                                                  |
|  | Mecoptera (panorpes...)                                                          |
|  |                                                                                  |
|  | Siphonaptera (puces)                                                             |
|  |                                                                                  |

|  | Mecoptera (panorpes...) |
|  |                         |
|  | Siphonaptera (puces)    |
|  |                         |

|  | Coleoptera (scarabées, coccinelles, hannetons...) |
|  |                                                   |
|  | Strepsiptera                                      |
|  |                                                   |

|  | Raphidioptera                                                            |
|  |                                                                          |
|  | \| \| Megaloptera \| \| \| \| \| \| Neuroptera (planipennes) \| \| \| \| |
|  |                                                                          |
|  | Megaloptera                                                              |
|  |                                                                          |
|  | Neuroptera (planipennes)                                                 |
|  |                                                                          |

|  | Megaloptera              |
|  |                          |
|  | Neuroptera (planipennes) |
|  |                          |

|  | Coleoptera (scarabées, coccinelles, hannetons...) |
|  |                                                   |
|  | Strepsiptera                                      |
|  |                                                   |

|  | Raphidioptera                                                            |
|  |                                                                          |
|  | \| \| Megaloptera \| \| \| \| \| \| Neuroptera (planipennes) \| \| \| \| |
|  |                                                                          |
|  | Megaloptera                                                              |
|  |                                                                          |
|  | Neuroptera (planipennes)                                                 |
|  |                                                                          |

|  | Megaloptera              |
|  |                          |
|  | Neuroptera (planipennes) |
|  |                          |

|  | Lepidoptera (papillons) |
|  |                         |
|  | Trichoptera             |
|  |                         |

|  | Diptera (mouches, syrphes, moustiques, taons...)                                 |
|  |                                                                                  |
|  | \| \| Mecoptera (panorpes...) \| \| \| \| \| \| Siphonaptera (puces) \| \| \| \| |
|  |                                                                                  |
|  | Mecoptera (panorpes...)                                                          |
|  |                                                                                  |
|  | Siphonaptera (puces)                                                             |
|  |                                                                                  |

|  | Mecoptera (panorpes...) |
|  |                         |
|  | Siphonaptera (puces)    |
|  |                         |

|  | Lepidoptera (papillons) |
|  |                         |
|  | Trichoptera             |
|  |                         |

|  | Diptera (mouches, syrphes, moustiques, taons...)                                 |
|  |                                                                                  |
|  | \| \| Mecoptera (panorpes...) \| \| \| \| \| \| Siphonaptera (puces) \| \| \| \| |
|  |                                                                                  |
|  | Mecoptera (panorpes...)                                                          |
|  |                                                                                  |
|  | Siphonaptera (puces)                                                             |
|  |                                                                                  |

|  | Mecoptera (panorpes...) |
|  |                         |
|  | Siphonaptera (puces)    |
|  |                         |

|  | Coleoptera (scarabées, coccinelles, hannetons...) |
|  |                                                   |
|  | Strepsiptera                                      |
|  |                                                   |

|  | Raphidioptera                                                            |
|  |                                                                          |
|  | \| \| Megaloptera \| \| \| \| \| \| Neuroptera (planipennes) \| \| \| \| |
|  |                                                                          |
|  | Megaloptera                                                              |
|  |                                                                          |
|  | Neuroptera (planipennes)                                                 |
|  |                                                                          |

|  | Megaloptera              |
|  |                          |
|  | Neuroptera (planipennes) |
|  |                          |

|  | Coleoptera (scarabées, coccinelles, hannetons...) |
|  |                                                   |
|  | Strepsiptera                                      |
|  |                                                   |

|  | Raphidioptera                                                            |
|  |                                                                          |
|  | \| \| Megaloptera \| \| \| \| \| \| Neuroptera (planipennes) \| \| \| \| |
|  |                                                                          |
|  | Megaloptera                                                              |
|  |                                                                          |
|  | Neuroptera (planipennes)                                                 |
|  |                                                                          |

|  | Megaloptera              |
|  |                          |
|  | Neuroptera (planipennes) |
|  |                          |

|  | Lepidoptera (papillons) |
|  |                         |
|  | Trichoptera             |
|  |                         |

|  | Diptera (mouches, syrphes, moustiques, taons...)                                 |
|  |                                                                                  |
|  | \| \| Mecoptera (panorpes...) \| \| \| \| \| \| Siphonaptera (puces) \| \| \| \| |
|  |                                                                                  |
|  | Mecoptera (panorpes...)                                                          |
|  |                                                                                  |
|  | Siphonaptera (puces)                                                             |
|  |                                                                                  |

|  | Mecoptera (panorpes...) |
|  |                         |
|  | Siphonaptera (puces)    |
|  |                         |

|  | Lepidoptera (papillons) |
|  |                         |
|  | Trichoptera             |
|  |                         |

|  | Diptera (mouches, syrphes, moustiques, taons...)                                 |
|  |                                                                                  |
|  | \| \| Mecoptera (panorpes...) \| \| \| \| \| \| Siphonaptera (puces) \| \| \| \| |
|  |                                                                                  |
|  | Mecoptera (panorpes...)                                                          |
|  |                                                                                  |
|  | Siphonaptera (puces)                                                             |
|  |                                                                                  |

|  | Mecoptera (panorpes...) |
|  |                         |
|  | Siphonaptera (puces)    |
|  |                         |

|  | Coleoptera (scarabées, coccinelles, hannetons...) |
|  |                                                   |
|  | Strepsiptera                                      |
|  |                                                   |

|  | Raphidioptera                                                            |
|  |                                                                          |
|  | \| \| Megaloptera \| \| \| \| \| \| Neuroptera (planipennes) \| \| \| \| |
|  |                                                                          |
|  | Megaloptera                                                              |
|  |                                                                          |
|  | Neuroptera (planipennes)                                                 |
|  |                                                                          |

|  | Megaloptera              |
|  |                          |
|  | Neuroptera (planipennes) |
|  |                          |

|  | Coleoptera (scarabées, coccinelles, hannetons...) |
|  |                                                   |
|  | Strepsiptera                                      |
|  |                                                   |

|  | Raphidioptera                                                            |
|  |                                                                          |
|  | \| \| Megaloptera \| \| \| \| \| \| Neuroptera (planipennes) \| \| \| \| |
|  |                                                                          |
|  | Megaloptera                                                              |
|  |                                                                          |
|  | Neuroptera (planipennes)                                                 |
|  |                                                                          |

|  | Megaloptera              |
|  |                          |
|  | Neuroptera (planipennes) |
|  |                          |

|  | Lepidoptera (papillons) |
|  |                         |
|  | Trichoptera             |
|  |                         |

|  | Diptera (mouches, syrphes, moustiques, taons...)                                 |
|  |                                                                                  |
|  | \| \| Mecoptera (panorpes...) \| \| \| \| \| \| Siphonaptera (puces) \| \| \| \| |
|  |                                                                                  |
|  | Mecoptera (panorpes...)                                                          |
|  |                                                                                  |
|  | Siphonaptera (puces)                                                             |
|  |                                                                                  |

|  | Mecoptera (panorpes...) |
|  |                         |
|  | Siphonaptera (puces)    |
|  |                         |

|  | Lepidoptera (papillons) |
|  |                         |
|  | Trichoptera             |
|  |                         |

|  | Diptera (mouches, syrphes, moustiques, taons...)                                 |
|  |                                                                                  |
|  | \| \| Mecoptera (panorpes...) \| \| \| \| \| \| Siphonaptera (puces) \| \| \| \| |
|  |                                                                                  |
|  | Mecoptera (panorpes...)                                                          |
|  |                                                                                  |
|  | Siphonaptera (puces)                                                             |
|  |                                                                                  |

|  | Mecoptera (panorpes...) |
|  |                         |
|  | Siphonaptera (puces)    |
|  |                         |

|  | Coleoptera (scarabées, coccinelles, hannetons...) |
|  |                                                   |
|  | Strepsiptera                                      |
|  |                                                   |

|  | Raphidioptera                                                            |
|  |                                                                          |
|  | \| \| Megaloptera \| \| \| \| \| \| Neuroptera (planipennes) \| \| \| \| |
|  |                                                                          |
|  | Megaloptera                                                              |
|  |                                                                          |
|  | Neuroptera (planipennes)                                                 |
|  |                                                                          |

|  | Megaloptera              |
|  |                          |
|  | Neuroptera (planipennes) |
|  |                          |

|  | Coleoptera (scarabées, coccinelles, hannetons...) |
|  |                                                   |
|  | Strepsiptera                                      |
|  |                                                   |

|  | Raphidioptera                                                            |
|  |                                                                          |
|  | \| \| Megaloptera \| \| \| \| \| \| Neuroptera (planipennes) \| \| \| \| |
|  |                                                                          |
|  | Megaloptera                                                              |
|  |                                                                          |
|  | Neuroptera (planipennes)                                                 |
|  |                                                                          |

|  | Megaloptera              |
|  |                          |
|  | Neuroptera (planipennes) |
|  |                          |